# Клорикьян, Сурен Хоренович
Сурен Хоренович Клорикья́н (12 декабря 1907, Орду, Трабзон — неизвестно) — советский инженер. Доктор технических наук, профессор.

## Биография
Родился в 1907 году.
С сентября 1943 года руководитель Ворошиловградского СКБ Украинского филиала Углемашпроекта. Затем — гл. конструктор Гипроуглемаша МУП восточных районов СССР, директор Государственного проектно-конструкторского и экспериментального института угольного машиностроения.

## Публикации
- Клорикьян, Сурен Хоренович. Металлическая крепь очистных забоев [Текст]. — Москва : Углетехиздат, 1956. — 100 с., 1 л. черт. : ил.; 22 см.
- Новейшее прогрессивное оборудование для комплексной механизации очистных работ [Текст] / Канд. техн. наук С. Х. Клорикьян Бр 75/638, Москва : [б. и.], 1964
- Машины и оборудование для угольных шахт: справочник Недра, 1974 — Всего страниц: 323
- Машины и оборудование для шахт и рудников: Справочник / С. Х. Клорикьян, В. В. Старичнев, М. А. Сребный и др. — 7.изд.,репр.,с матриц 5 изд (1994 г.). — М. : [б. и.], 2002. — 471 с. : ил. — Авт. указ. на обороте тит. л. — 2000 экз. — ISBN 5-7418-0173-0
- Машины рудничного транспорта [Текст] : назначение, характеристика, конструкция и основные неполадки в конспективном изложении / С. Х. Клорикьян, Н. А. Малевич, Л. Г. Шахмейстер. — М. : Типо-стеклография Моск. горн. ин-та им. Сталина, 1939. — 70 с. + 17 с. ил. — 250 экз.
- Горное дело [Текст] : энциклопед. справочник / гл. ред. А. М. Терпигорев. — М. : Углетехиздат, 1957 — . Т. 1 : Общие инженерные сведения / отв. ред. С. Х. Клорикьян. — 1957. — 760 с. : вкл. л., ил., табл. ; 27 см.
- Машины и оборудование для шахт и рудников [Текст] : справ. С.Х.Клорикьян, В.В.Старичнев, М.А.Сребный и др. — 7.изд., репр.,с матриц 5 изд (1994). — М. : [б. и.], 2002. — 471 с. : ил. — Авт. указ. на обороте тит. л. — 2000 экз. — ISBN 5-7418-0173-0
- Машины рудничного транспорта [Текст] : назначение, характеристика, конструкция и основные неполадки в конспективном изложении / С. Х. Клорикьян, Н. А. Малевич, Л. Г. Шахмейстер. — М. : Типо-стеклография Моск. горн. ин-та им. Сталина, 1939. — 70 с. + 17 с. ил. — 250 экз.
- Уменьшение зольности и улучшение сортности угля, добываемого очистными комплексами [Текст] / С. Х. Клорикьян. — М. : [б. и.], 1990. — 59 c. : ил. — 500 экз.
- Машины и оборудование для шахт и рудников [Текст] : Справочник / С.Х. Клорикьян, М.А. Старичнев, М.А. Сребный и др. — 7-е изд., репринтное, с матриц 5-го изд. (1994). — М. : МГГУ, 2002. — 472 с. — ISBN 5-7418-0173-0

## Награды
- Сталинская премия третьей степени (1947) — за коренные усовершенствования скребковых транспортёров и способа транспортировки угля в длинных лавах в шахтах Донбасса, обеспечившие значительное повышение добычи угля 1947 года — за коренные усовершенствования скребковых транспортёров и способа транспортировки угля в длинных лавах в шахтах Донбасса, обеспечившие значительное повышение добычи угля.
- Сталинская премия третьей степени (1952) — за создание и внедрение конвейеров для механизации доставки угля из очистных забоев на тонких угольных пластах
- Государственная премия СССР (1968) — за создание и внедрение комплексов оборудования КМ 87 на базе передвижной крепи для полной механизации работ в угольных лавах пологих пластов малой мощности